# Mel Blanc
Melvin Jerome "Mel" Blanc (San Francisco, Califòrnia,	30 de maig de 1908 – Los Angeles, Califòrnia 10 de juliol de 1989) va ser un actor de doblatge i comediant estatunidenc, recordat per la seua llarga carrera com a doblador, en què va posar veu a multitud de personatges de dibuixos animats de l'època daurada de l'animació estatunidenca, a destacar Bugs Bunny, però també altres personatges de les sèries Looney Tunes de Warner Brothers, o les sèries de Hanna-Barbera. La qualitat del seu treball li va fer valdre l'apel·latiu d'home de les cent veus, a banda de ser considerat com un dels treballadors que més han influït en la indústria del doblatge nord-americà. També va ser el primer doblador de Woody Woodpecker, que li ha donat la seua característica rialla.

## Veu dels personatges
- Bugs Bunny
- Ànec Daffy
- Porky Pig
- Elmer Fudd
- El gat Silvestre
- Piuet
- Dinamita Sam
- Wile E. Coyote i el Correcamins
- Speedy González
- Marvin el Marcià
- Taz el dimoni de Tasmania
- Foghorn Leghorn
- Pepe Le Pew
- Gossamer
- Woody Woodpecker

## Pel.licules i series que va doblar
- Pinotxo
- Looney Tunes
- Els Picapedra
- Mr. Magoo
- Els Supersònics
- Fes-me un petó, ximplet
- Els Supersònics coneixen els Picapedra
- Qui ha enredat en Roger Rabbit?